# Colostygia punctatissima
Colostygia punctatissima là một loài bướm đêm trong họ Geometridae.